# Julie Meldahl
Julie Marie Augusta Meldahl (13. august 1861 København - 29. januar 1946 København) var dansk malerinde, kunstlærer og skolebestyrer; bedst kendt for Tegneskolen for Kvinder, som hun grundlagde sammen med Charlotte Sode i 1892.
Julie Meldahl kom fra en borgerlig, velhavende familie; hendes far var fabriksejer og jernstøber Henrik Meldahl (1820-93), som var bror til arkitekt og kammerherre Ferdinand Meldahl og bror til general Carl Meldahl, hendes bedstefar var den anerkendte jernstøber Heinrich Meldahl, og hendes mor var Mathilde Jetsmark (1832-81).
Julie interesserede sig meget for kunst, og benyttede sig af muligheden opvæksten i borgermiljøet gav hende. Det var almindeligt og endda velset, at unge borgerlige kvinder skulle lære at tegne og male, så de kunne lave skitser til broderier og male akvareller på rejser med deres ægtemænd efter brylluppet, som skikken var. Endvidere var en af Julies farbrødre arkitekten Ferdinand Meldahl, som var også professor ved Kunstakademiet og gik ind for støtte af kvindelige kunstnere. Da han også var formand for Kunstakademiets skoleråd, foreslog han i 1873, at Akademiet skulle oprette en kunstskole for kvinder, ligesom de skoler, der blev oprettet i udlandet. Hans forslag blev dog afvist og nedstemt, da skolerådet ikke ville skabe plads til kvinderne. Først i 1888 kunne Kunstakademiet ikke afvise kvinderne mere og åbnede endelig Kunstakademiets Kunstskole for Kvinder med maleren Johanne Krebs som bestyrer.
Julie fik i mellemtiden en uddannelse ved Tegne- og Kunstindustriskolen for Kvinder. Hun dimitterede som tegnelærer i 1883 og underviste på Kunstindustriskolen frem til 1888, hvor Kunstakademiet åbnede for kvinder. Hun blev optaget på første årgang i den kvindelige kunstskole og videreuddannede sig der frem til år 1891. Her mødte hun Charlotte Sode på studierejserne til Italien og Tyskland.
Sammen med Charlotte fik hun åbnet deres Tegneskole for Kvinder i 1892 i en pavillon i Odd Fellow Palæet i Bredgade, hvor maleren Kristian Zahrtmann også en gang havde sin skole. På skolen lærte og trænede de kvindelige elever i tegne- og maleteknikker, som gjorde dem forberedte til optagelse på Kunstakademiet. Derudover kom der unge kvinder som godsejerdøtre på skolen i vintersæsonen. Skolen fungerede i 40 år frem til cirka 1930, hvorefter det blev lukket, da skolebestyreren Charlotte døde i 1931. Skolen var ikke blot kendt for sin undervisning, men gav også de danske kvindelige kunstnere et værested og samlingspunkt, hvor de kunne støtte og inspirere hinanden.
Kunstnere som Gerda Wegener, Anne Marie Telmányi, Julie Marstrand, Augusta Thejll Clemmensen, Kamma Salto og Harriet Mundt var blandt eleverne på skolen.
Julie Meldahl udstillede i 1890 på Charlottenborgs Forårsudstilling med et interiørmaleri og var mest husket for sin undervisning og skole, ikke så meget for hendes egne værker.